# 1993年法國立法選舉

第二輪選舉結果

1993年法國立法選舉在1993年3月21日及28日舉行，選舉法蘭西第五共和國的第十屆國民議會成員。右派政黨保衛共和聯盟和法國民主聯盟的議席數大幅增加，兩黨在議會的577個席次中共獲得485個議席，佔有率達84%。法國社會黨的議席劇減至53席。